# 南西州
南西州（なんせいしゅう）（英語：Southwest Province、フランス語：Province du Sud-Ouest）は、カメルーン西部のナイジェリア国境山岳地帯にある州である。この山地で最も高い山がカメルーン山（Cameroon Mt.）で、標高4,070mである。山のすぐ南はギニア湾で、その先には赤道ギニア共和国の首都が置かれているビオコ島（マシアスヌグエマ島）が浮かぶ。面積24,571km2、人口838,042人（1987年）。州都はブエア（Buéa）である。旧イギリス領カメルーンに属しており、住民投票の結果1961年に旧仏領と統合された。南西部はバカシ半島である。
2017年、カメルーンから独立を主張するグループが、南西州を含む旧イギリス統治エリアをアンバゾニアとして分離する独立宣言を行い、カメルーン政府との間で武力衝突が激化した。翌2018年以降も、独立派と治安部隊双方に多数の死者が生じている。

## 隣接州
- クロスリバー州
- ベヌエ州
- タラバ州
- 北西州 (カメルーン)
- 西部州 (カメルーン)
- リトラル州

## 下位行政区画
- Fako - 中心都市：リンベ

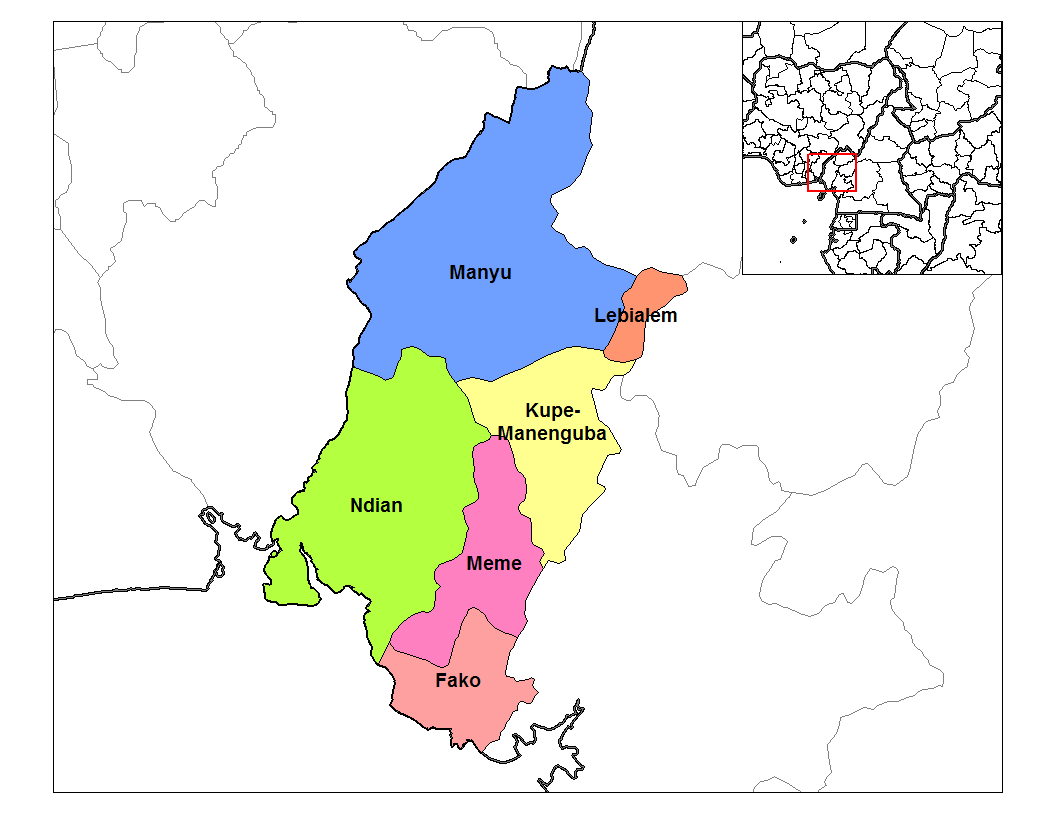
南西州の県

- Koupé-Manengouba - 中心都市：バンジュム（英語版）
- Lebialem - 中心都市：Menji
- Manyu - 中心都市：マンフェ
- Meme - 中心都市：クンバ
- Ndian - 中心都市：ミュードンバ（英語版）